# Eugenio Zanetti
Pour les articles homonymes, voir Zanetti.
Eugenio Zanetti est un directeur artistique pour le cinéma et un metteur en scène de théâtre et d'opéra argentin né en 1949 à Córdoba (Argentine).

## Filmographie (sélection)
- 1990 : L'Expérience interdite (Flatliners) de Joel Schumacher
- 1993 : Last Action Hero de John McTiernan
- 1995 : Le Don du roi (Restoration) de Michael Hoffman
- 1995 : Les Légendes de l'Ouest (Tall Tale) de Jeremiah Chechik
- 1998 : Au-delà de nos rêves (What Dreams May Come) de Vincent Ward
- 1999 : Hantise (The Haunting) de Jan de Bont
- 2011 : There Be Dragons (Encontrarás dragones) de Roland Joffé

## Distinctions

### Récompenses
- Oscars 1996 : Oscar des meilleurs décors pour Le Don du roi

### Nominations
- Oscars 1999 : Oscar des meilleurs décors pour Au-delà de nos rêves